# Веденяпино (разъезд, Пачелмский район)
Веденяпино (Воденяпино) — разъезд (тип населённого пункта) в Пачелмском районе Пензенской области России. Входит в состав Белынского сельсовета. Основан около 1874 года при разъезде Моршанско-Сызранской железной дороги.
Расписание пригородных поездов
На остановочном пункте Воденяпино проходит 1 пригородный пассажирских поезд в сутки.(Рельсовый автобус РА-З «Орлан» )
пт; сб; вс; пн; - 2 пары пригородных пассажирских поездов (Рельсовый автобус РА-З «Орлан» )
(Перевозчик "Башкортостанская пригородная пассажирская компания")

## География
Находится в западной части региона, в пределах Приволжской возвышенности, в лесостепной зоне.
На 2021 год в Веденяпино 1 улица — Веденяпинская.

## Климат
Климат характеризуется как умеренно континентальный, с холодной продолжительной зимой и тёплым летом. Среднегодовая температура воздуха — 3,6 — 3,8 °C. Средняя температура воздуха самого тёплого месяца (июля) — 19 °C (абсолютный максимум — 39 °C); самого холодного (января) — −12 °C (абсолютный минимум — −49 °C). Вегетационный период длится 145 дней. Среднегодовое количество атмосферных осадков варьируется от 460 до 480 мм, из которых большая часть выпадает в тёплый период. Снежный покров устанавливается в конце ноября и держится в течение 150 дней.

## История
Населённый пункт появился при строительстве Моршанско-Сызранской железной дороги, примерно в 1874 году. В селении жили семьи тех, кто обслуживал железнодорожную инфраструктуру разъезда.

## Население
| 2010 |
| ---- |
| 7    |

## Инфраструктура
В 2004 году — 3 хозяйства.
Основа экономики — обслуживание путевого хозяйства Куйбышевской железной дороги. Действует платформа Воденяпино.

## Транспорт
Доступен автомобильным и железнодорожным транспортом. Просёлочная дорога до села Веденяпино.